# メイコン郡 (ジョージア州)
メイコン郡（メイコンぐん、英: Macon County）は、アメリカ合衆国ジョージア州の西部に位置する郡である。2010年国勢調査での人口は14,740人であり、2000年の14,074人から4.7%増加した。郡庁所在地はオグルソープ市（人口1,328人）であり、同郡で人口最大の都市でもある。

## 歴史
メイコン郡は1837年にハウストン郡とマリオン郡の一部を合わせて設立され、同年12月14日に有効となった。州内91番目の郡であり、郡名はその頃亡くなったノースカロライナ州出身のナサニエル・メイコン将軍に因んで名付けられた。メイコンはアメリカ合衆国議会議員を37年間務め、アメリカ合衆国副大統領に立候補したこともあった。州内にはメイコンという都市もあり、やはりナサニエル・メイコンに因む命名だが、ビッブ郡 の郡庁所在地である。当初の郡域の中から1852年にテイラー郡、1924年にピーチ郡が分離設立された。
郡庁所在地が実際に選定されたのは1838年になってからであり、下級裁判所がラニアの町を選定した。同年12月29日、ジョージア州議会がラニアを指定し、町として法人化した。1850年代にはオグルソープの町を通る中央ジョージア鉄道が建設され、議会は1854年と1856年の2度、郡庁所在地をオグルソープに移すことを住民投票に掛けた。1回目の結果は不明だが、2回目の住民投票の結果により、翌年郡庁所在地を移すことが決まった。
郡の南西隅にアンダーソンビル国立墓地がある。南北戦争のときに捕虜収容所があり、13,000人が飢えと病気で死んだ。「ザ・マウンテン・ゴーツ」の歌が出てから郡内の観光客が増加した。郡内にはメノナイトの活動的なコミュニティもある。

## 地理
アメリカ合衆国国勢調査局に拠れば、郡域全面積は405.95平方マイル (1,051.4 km2)であり、このうち陸地403.28平方マイル (1,044.5 km2)、水域は2.67平方マイル (6.9 km2)で水域率は0.66%である。

### 主要高規格道路

#### ジョージア州道
- ジョージア州道26号線
- ジョージア州道49号線
- ジョージア州道90号線
- ジョージア州道127号線
- ジョージア州道128号線
- ジョージア州道128号線バイパス
- ジョージア州道224号線
- ジョージア州道240号線
- ジョージア州道329号線

### 隣接する郡
- ピーチ郡 - 北東
- ハウストン郡 - 東
- ドゥーリー郡 - 南東
- サムター郡 - 南
- スライ郡 - 南西
- テイラー郡 - 北西

### 国立保護地域
- アンダーソンビル国立歴史史跡（部分）

## 人口動態
以下は2000年の国勢調査による人口統計データである。
| 基礎データ - 人口: 14,074人 - 世帯数: 4,834 世帯 - 家族数: 3,485 家族 - 人口密度: 13人/km2（35人/mi2） - 住居数: 5,495軒 - 住居密度: 5軒/km2（14軒/mi2） 人種別人口構成 - 白人: 37.37% - アフリカン・アメリカン: 59.48% - ネイティブ・アメリカン: 0.22% - アジア人: 0.60% - 太平洋諸島系: 0.05% - その他の人種: 1.52% - 混血: 0.75% - ヒスパニック・ラテン系: 2.59% | 年齢別人口構成 - 18歳未満: 27.6% - 18-24歳: 9.7% - 25-44歳: 27.6% - 45-64歳: 22.3% - 65歳以上: 12.7% - 年齢の中央値: 35歳 - 性比（女性100人あたり男性の人口） - 総人口: 98.5 - 18歳以上: 96.7 世帯と家族（対世帯数） - 18歳未満の子供がいる: 34.5% - 結婚・同居している夫婦: 42.7% - 未婚・離婚・死別女性が世帯主: 24.4% - 非家族世帯: 27.9% - 単身世帯: 25.2% - 65歳以上の老人1人暮らし: 10.4% - 平均構成人数 - 世帯: 2.71人 - 家族: 3.25人 | 収入と家計 - 収入の中央値 - 世帯: 24,224米ドル - 家族: 29,402米ドル - 性別 - 男性: 26,922米ドル - 女性: 18,611米ドル - 人口1人あたり収入: 11,820米ドル - 貧困線以下 - 対人口: 25.8% - 対家族数: 22.1% - 18歳未満: 39.0% - 65歳以上: 22.6% |

## 都市と町
- アイデアル
- マーシャルビル
- モンテスマ
- オグルソープ - 郡庁所在地